# Plattsburg
Plattsburg is een plaats (city) in de Amerikaanse staat Missouri, en valt bestuurlijk gezien onder Clinton County.

## Demografie
Bij de volkstelling in 2000 werd het aantal inwoners vastgesteld op 2354.
In 2006 is het aantal inwoners door het United States Census Bureau geschat op 2403, een stijging van 49 (2,1%).

## Geografie
Volgens het United States Census Bureau beslaat de plaats een oppervlakte van
9,3 km², waarvan 9,2 km² land en 0,1 km² water. Plattsburg ligt op ongeveer 292 m boven zeeniveau.

## Plaatsen in de nabije omgeving
De onderstaande figuur toont nabijgelegen plaatsen in een straal van 16 km rond Plattsburg.

## Geboren
- James C. Marshall (1897-1977), United States Army Corps of Engineers officier